# Terror (együttes)
A Terror amerikai hardcore punk együttes.

## Története
2002-ben alakult Los Angelesben. Első nagylemezük 2004-ben jelent meg. Scott Vogel korábban a Buried Alive, Slugfest és Despair együttesekben is énekelt a Terror előtt. 2019-ben Magyarországon is felléptek, a dunaújvárosi Rockmaratonon. Zenéjükben a punk és a heavy metal műfajok egyesülnek.
2022-ben ismét fellépett Magyarországon a Los Angeles-i hardcore punk együttes, a Toxic Weekend nevezetű 3 napos hardcore és punk fesztivál 1. napján.

## Tagok
- Scott Vogel - ének (2002-)
- Nick Jett - dob (2002-)
- Martin Stewart - gitár (2006-)
- Jordan Posner - gitár (2009-)
- Chris Linkovich - basszusgitár (2017-)

## Korábbi tagok
- Matt Smith - basszusgitár (2002)
- Eric Pressman - gitár (2002)
- Todd Jones - gitár (2002-2004, jelenleg a Nails tagja)
- Doug Weber - gitár (2002-2009)
- Richard Thurston - basszusgitár (2002-2003)
- Carl Schwartz - basszusgitár (2003-2005)
- Frank Novinec - gitár (2004-2006)
- Jonathan Buske - basszusgitár (2005-2008)
- David Wood - basszusgitár (2009-2017)

## Diszkográfia
- Lowest of the Low (2003)
- One with the Underdogs (2004)
- Always the Hard Way (2006)
- The Damned, the Shamed (2008)
- Keepers of the Faith (2010)
- Live by the Code (2013)
- The 25th Hour (2015)
- Total Retaliation (2018)
- Trapped in a World (2021)